# Proteína ribosómica 60S L6
La proteína ribosómica 60S L6 es una proteína que en humanos está codificada por el gen RPL6 .
Los ribosomas, los orgánulos que catalizan la síntesis de proteínas, constan de una subunidad pequeña 40S y una subunidad grande 60S. Juntas, estas subunidades están compuestas por 4 especies de ARN y aproximadamente 80 proteínas estructuralmente distintas. Este gen codifica una proteína ribosómica que es un componente de la subunidad 60S. La proteína pertenece a la familia L6E de proteínas ribosómicas. Está ubicado en el citoplasma. La proteína puede unirse específicamente al dominio C del elemento potenciador sensible a impuestos del virus de la leucemia de células T humanas tipo 1, y se ha sugerido que la proteína puede participar en la transactivación de la transcripción mediada por impuestos. Como es típico para los genes que codifican proteínas ribosómicas, existen múltiples pseudogenes procesados de este gen dispersos a través del genoma. Se han encontrado dos variantes de transcripción empalmadas alternativamente que codifican la misma proteína para este gen.

## Interacciones
Se ha demostrado que  RPL6 interactúa con el factor básico de crecimiento de fibroblastos.